# Neustadt am Rennsteig

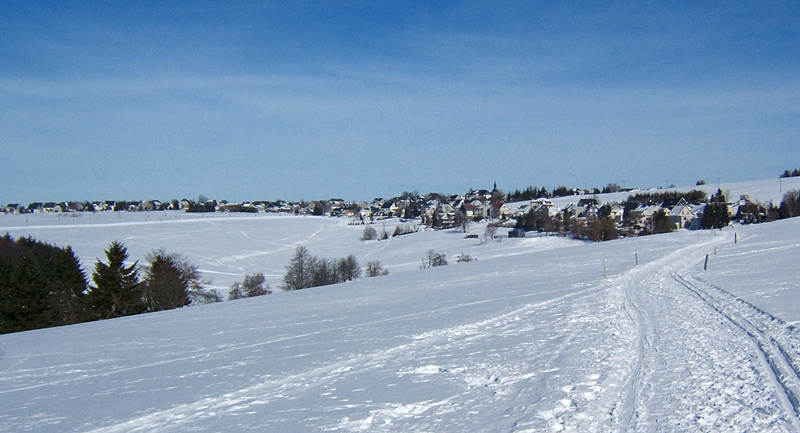
Blick von Südwesten auf den Ort

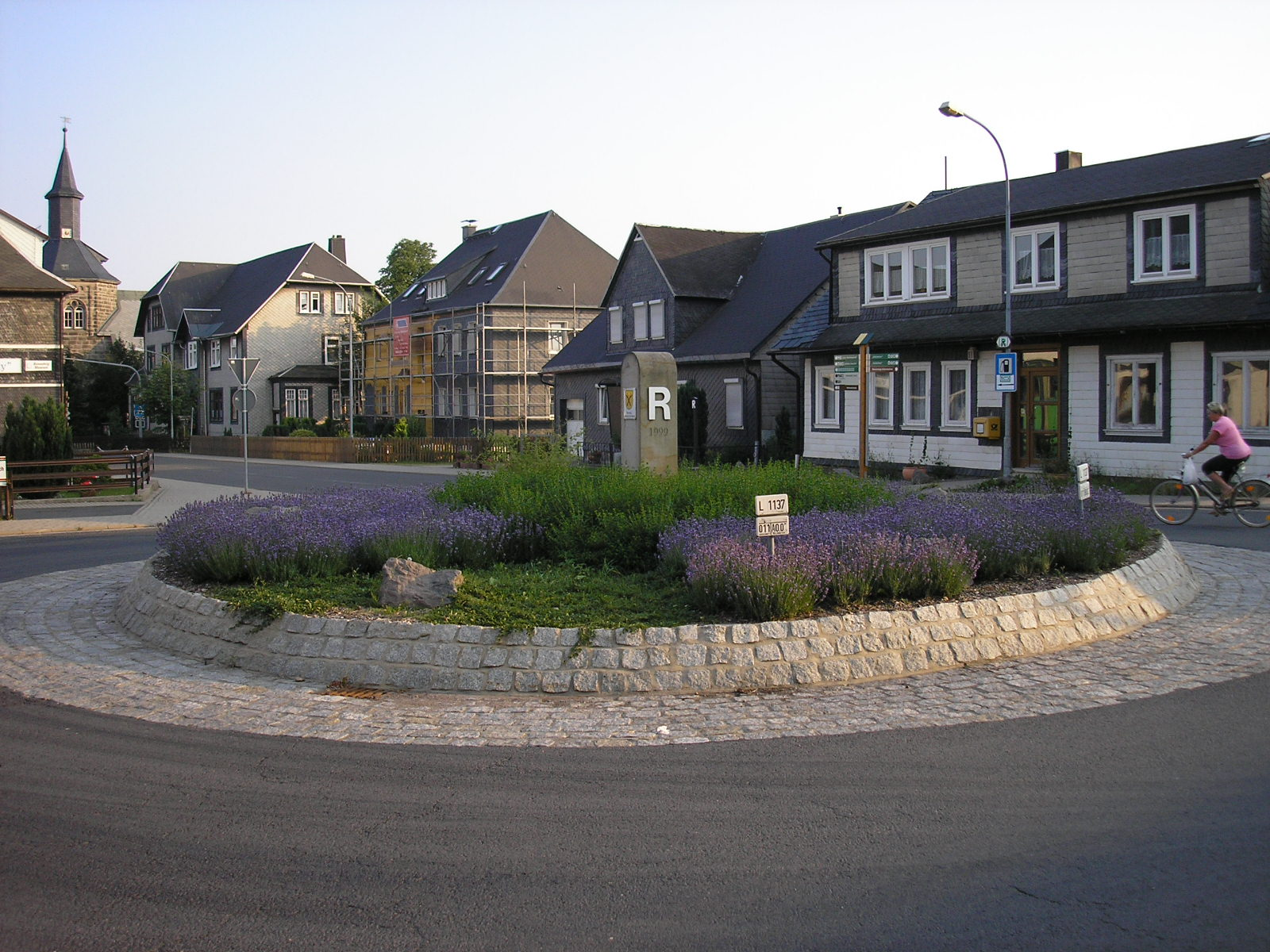
Dorfplatz

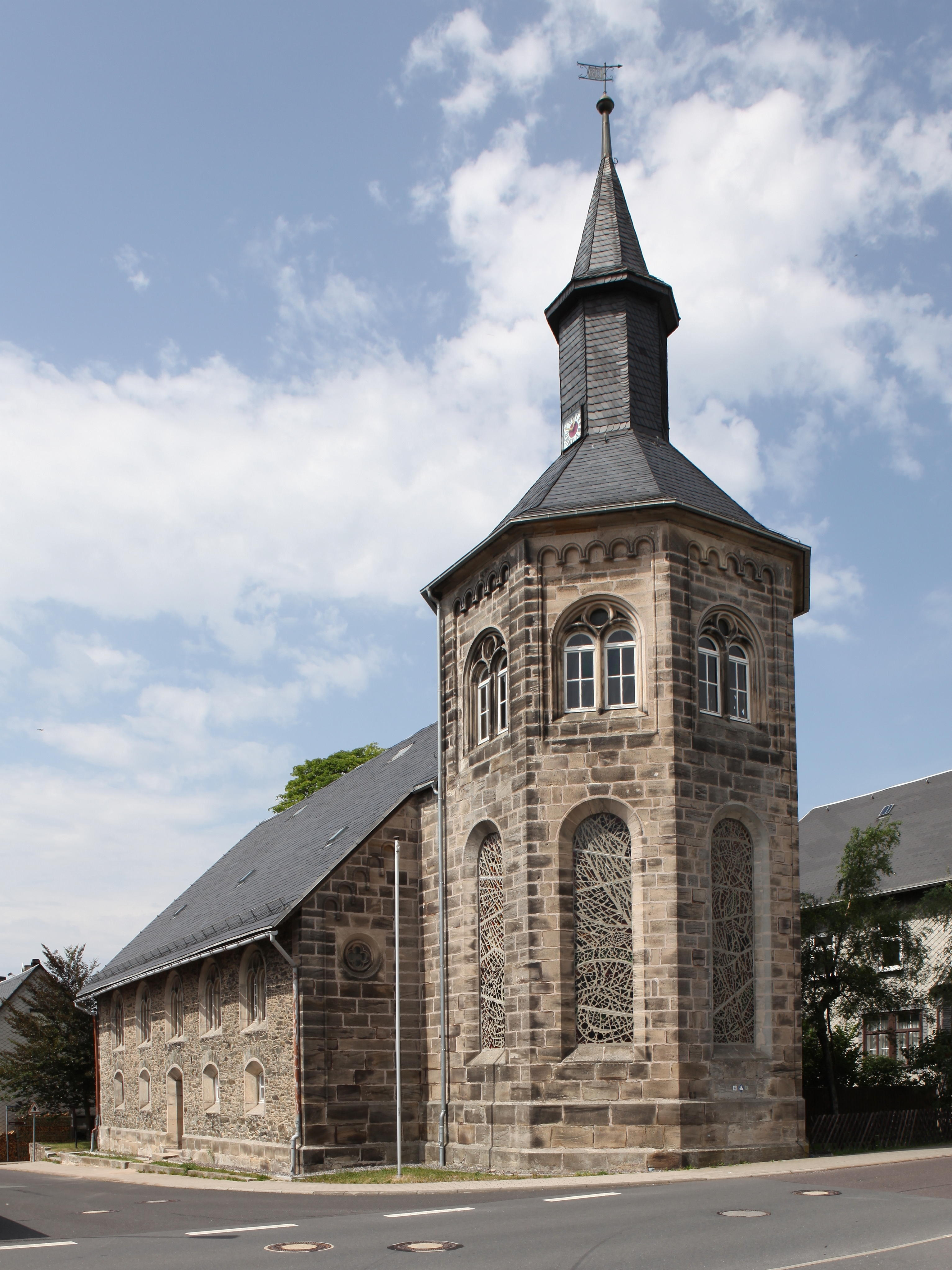
Meiningische Kirche

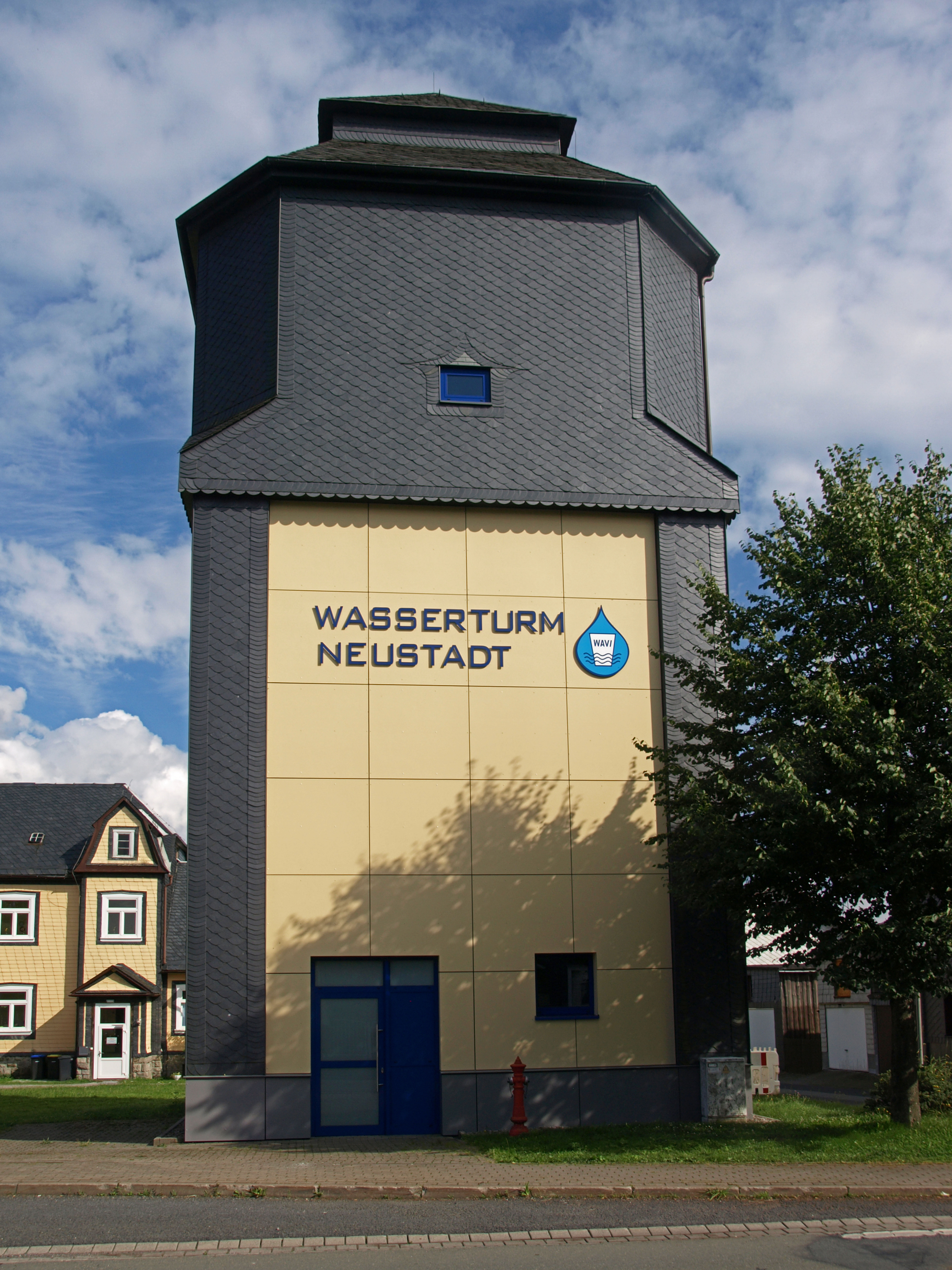
Wasserturm

Neustadt am Rennsteig ist ein Ortsteil der Landgemeinde Stadt Großbreitenbach und ein Erholungsort im Thüringer Wald, der zum Ilm-Kreis gehört.

## Geographie
Neustadt liegt auf 805 Meter über NN auf einer Hochfläche am Rennsteig. Es gehört damit zu den höchstgelegenen Orten Thüringens. Südwestlich fallen die Hänge zum Schleusetal ab, nordöstlich liegt das Einzugsgebiet der Wohlrose. Berge in der Umgebung sind der 817 Meter hohe Große Burgberg und der 816 Meter hohe Edelmannskopf.
Der Rennsteig als Höhenwanderweg führt auf einer Länge von einem Kilometer durch den Ort. Neustadt ist einer der wenigen Orte, durch den der Rennsteig komplett verläuft; es liegt ca. in der Mitte des 169 km langen Höhenwanderweges.

### Ortsgliederung
Zu Neustadt gehört Kahlert, ein kleiner Ortsteil, etwa zwei Kilometer südlich am Rennsteig.
In der Nähe von Neustadt befindet sich der Dreiherrenstein.

### Nachbarorte
Im Uhrzeigersinn, beginnend im Norden: Ilmenau, Großbreitenbach, Altenfeld, Schleusegrund, Frauenwald und Stützerbach

## Geschichte
Wie alte Schächte und Halden beweisen, bestand bereits im Mittelalter an der Stelle von Neustadt eine Bergmannssiedlung. Erstmals erwähnt wurde der Ort in einer Urkunde aus dem Jahr 1453. Allerdings scheint diese Siedlung wieder eingegangen zu sein; der Ursprung des heutigen Ortes war die Gründung einer Glashütte im Jahr 1698. Damit ist Neustadt einer der jüngsten Orte des Ilm-Kreises. Um die Glashütte siedelten sich zu beiden Seiten des Rennsteigs Holzfäller und Köhler an.
Der Ort war bis 1920 zweigeteilt. Der Teil nordöstlich des Rennsteiges gehörte zum Fürstentum Schwarzburg-Sondershausen (Oberherrschaft), der südwestliche Teil gehörte zum Herzogtum Sachsen-Meiningen (Amt Eisfeld). Von 1739 bis zum 1. Juli 1855 bildeten die beiden Orte kirchlich und schulmäßig eine Gemeinde. Nach der Trennung 1855 entstand eine zweite Kirche, es gab zwei Schulen, zwei Freiwillige Feuerwehren usw.
Die Glashütte in Neustadt wurde 1819 wieder aufgegeben. Auch andere Wirtschaftszweige im Ort waren wenig einträglich, so dass bereits 1755 die Umsiedlung der Bewohner nach Mecklenburg erwogen wurde. Im 19. Jahrhundert wurden in Neustadt insbesondere Zündhölzer hergestellt. Nach der Industrialisierung entstand nach 1900 eine Zündholzfabrik, die schon 1927 den Betrieb wieder einstellte. Nach dem Zweiten Weltkrieg erlangte die Zündholzherstellung kurzzeitig nochmals wirtschaftliche Bedeutung, jedoch überwog bald der in den 1930er Jahren aufgekommene Fremdenverkehr.
Von 1920 bis 1952 gehörte Neustadt zum Landkreis Arnstadt, der 1952 geteilt wurde. Von 1952 bis 1994 war der Ort dem Kreis Ilmenau zugeordnet. 1994 kam Neustadt zum Ilm-Kreis und zur Verwaltungsgemeinschaft Langer Berg. Mit Auflösung dieser am 6. Juli 2018 kam der Ort zur Verwaltungsgemeinschaft Großbreitenbach. Diese wurde am 1. Januar 2019 in die Landgemeinde Stadt Großbreitenbach umgewandelt.
Am 22. März 2020 wurde der Ort aufgrund mehrfacher Infektionen mit COVID-19 für zwei Wochen unter Quarantäne gesetzt.

### Einwohnerentwicklung
Entwicklung der Einwohnerzahl:
| - 1843 – 822 - 1939 – 1.972 - 1989 – 1.393 - 2005 – 1.135 - 2010 – 1.042 - 2015 – 942 |

 Datenquelle: ab 1994 Thüringer Landesamt für Statistik – Werte vom 31. Dezember

## Politik

### Ortschaftsrat
Der Ortschaftsrat von Neustadt am Rennsteig wurde erstmals zu den Kommunalwahlen in Thüringen am 26. Mai 2019 gewählt. Zuvor hatten seit der Bildung der Landgemeinde Großbreitenbach die ehemaligen Mitglieder des Gemeinderates als Ortschaftsräte fungiert.
Dem Ortschaftsrat gehören neben dem Ortschaftsbürgermeister sechs weitere Mitglieder an:
- Interessengemeinschaft Neustadt am Rennsteig: 4 Sitze
- CDU/offene Liste: 2 Sitze

### Ortschaftsbürgermeister
Der Ortschaftsbürgermeister von Neustadt am Rennsteig ist seit dem 1. Juli 2022 Thomas Köhler. Zuvor war seit 1999 Dirk Macheleidt der ehrenamtliche Bürgermeister bzw. seit der Bildung der Landgemeinde Großbreitenbach 2019 der Ortschaftsbürgermeister.

### Wappen
Das Wappen wurde am 22. Januar 1992 genehmigt.
Blasonierung: „Schräggeviert; Feld 1: in Blau ein aus der linken Teilung wachsender goldener doppelschwänziger Löwe mit ausgeschlagener roter Zunge; Feld 2 und 3: in Gold je eine bewurzelte grüne Fichte mit schwarzem Stamm und schwarzen Wurzeln; Feld 4: in Blau auf grünem Berg ein goldener Stein, belegt mit einem schwarzen ‚R‘.“
Die auf einer Hochebene gelegene Gemeinde wird vom Kammweg des Thüringer Waldes durchschnitten. Die alte Landscheide ist in der Ortsflur mit zahlreichen alten Grenzsteinen gekennzeichnet. Im Wappen erscheint daher ein Rennsteigstein mit der charakteristischen Versalie „R“. Der Löwe steht für den historischen Einfluss der Schwarzburger. Die beiden bewurzelten Fichten symbolisieren die Lage des Ortes auf dem Kamm des Thüringer Waldes sowie die Rolle des Waldes als traditionelle Erwerbsquelle des Ortes.
Das Wappen wurde vom Heraldiker Frank Diemar gestaltet.

### Ortspartnerschaften
- Partnergemeinde von Neustadt ist die Gemeinde Ehringshausen (Lahn-Dill-Kreis) in Hessen. Die Partnerschaft besteht seit dem 26. Oktober 1990. Am 11. Mai 1991 erfolgte die offizielle Verschwisterung.
- Neustadt ist Mitglied der Arbeitsgemeinschaft Neustadt in Europa, in der sich (derzeit) 37 Städte und Gemeinden mit Namen Neustadt aus Deutschland, Österreich, Ungarn, Tschechien, Polen, der Slowakei und aus den Niederlanden zusammengeschlossen haben. Im Jahre 2004 fand hier das 26. Neustadttreffen statt.

## Verkehr

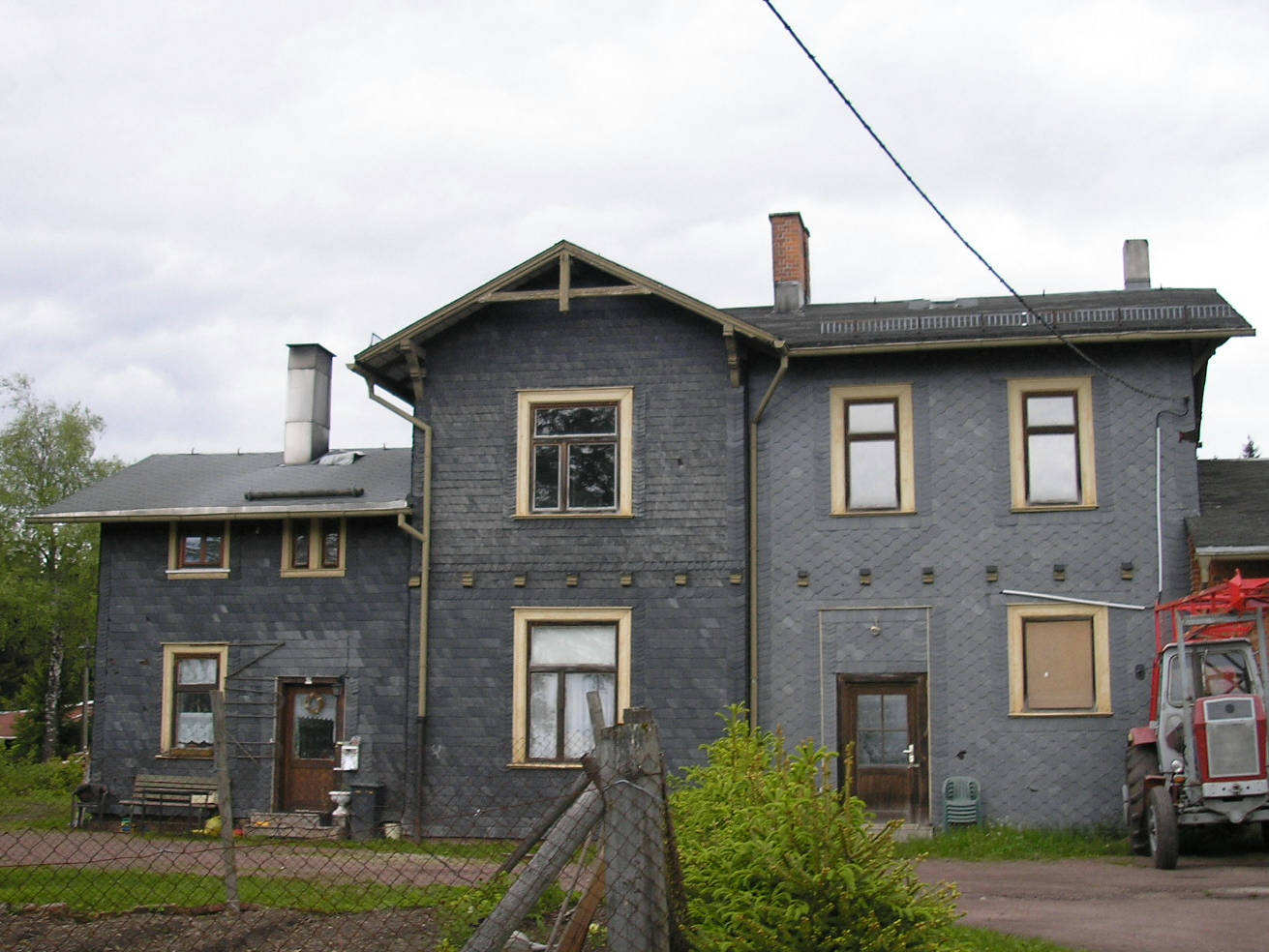
Bahnhof Neustadt-Gillersdorf

- Von Neustadt aus führen Straßen nach Ilmenau über den Dreiherrenstein, nach Großbreitenbach über die Hohe Tanne und über Kahlert nach Masserberg, Gießübel und Altenfeld.
- Zwischen 1883 und 1998 hatte Neustadt in der damaligen Nachbargemeinde Gillersdorf (heute ebenfalls Ortsteil von Großbreitenbach) einen Eisenbahnanschluss an der Bahnstrecke Ilmenau–Großbreitenbach. Der Bahnhof lag drei Kilometer östlich an der Hohen Tanne und hieß Neustadt-Gillersdorf.

## Kultur und Sehenswürdigkeiten
- Michaeliskirche (Neustadt am Rennsteig)
- Rennsteigmuseum: Im Gemeindezentrum Rennsteigstraße 46
- Eine Sehenswürdigkeit war die 130 Jahre alte Gedächtniskirche der Schwarzburger Fürsten. Die Kirche wurde im Jahre 1887 nach insgesamt 22 Jahren Bauzeit eingeweiht. Das Holzhaus mit einem Schieferdach diente nach 1945 als Trauerhalle und wurde im Jahre 2005 entwidmet. Danach fand sich kein Käufer mehr, die Kirche verfiel und war zuletzt einsturzgefährdet, so dass sie im November 2016 abgerissen werden musste. Die Kosten für eine Instandsetzung hätten mehr als 750.000 Euro betragen.

## Wirtschaft
In Neustadt gab es neben der im begrenzten Umfang betriebenen Landwirtschaft zwei Wirtschaftszweige: die Glasindustrie und den Tourismus. Nach dem Zusammenbruch der DDR ist der Natur- und Wandertourismus und besonders der Wintersport vorrangig. Im Ort gibt es zahlreiche Pensionen und Hotels.

## Persönlichkeiten

### Söhne und Töchter des Ortes
- Karl Otto Beetz (1859–1940), Pädagoge
- Willy Schmidt-Gentner (1894–1964), Filmkomponist
- Dietmar Beetz (* 1939), Belletristik-Autor
- Heinz Schmidt (* 1948), Skispringer

### Personen, die mit dem Ort in Verbindung stehen
- Fritz Binde (1867–1921), Prediger und Evangelist, wuchs in Neustadt auf
- Oskar Schmidt (1894–1945), Widerstandskämpfer und Antifaschist. Im Jahr 2010 wurde ihm zu Ehren ein Gedenkstein errichtet.